# Dangerous Number
Dangerous Number és una pel·lícula de comèdia estatunidenca de 1937 dirigida per Richard Thorpe i escrita per Carey Wilson. La pel·lícula és protagonitzada per Robert Young, Ann Sothern, Reginald Owen i Cora Witherspoon, i també compta amb Dean Jagger. La cinta es va estrenar el 22 de gener de 1937 per la Metro-Goldwyn-Mayer.

## Argument
Un fabricant de roba, en Hank (Robert Young), torna d'un any al Japó, coneixent una nova fórmula per a la seda sintètica. Descobreix que la seva xicota l'Eleanor (Ann Sothern) està compromesa per casar-se amb un altre home. En Hank la persuadeix perquè el deixi a l'altar.
Després de casar-se amb l'Eleanor, a en Hank no li agraden els amics de l'espectacle de la seva dona ni la seva sogra Gypsy (Cora Witherspoon) que apareixen a totes hores. I també arriba un altre home anomenat Dillman (Dean Jagger) que afirma que l'Eleanor és en realitat la seva esposa legal.

## Repartiment
- Robert Young com Hank
- Ann Sothern com Eleanor
- Reginald Owen com el cosí William
- Cora Witherspoon com Gypsy
- Dean Jagger com Dillman
- Marla Shelton com Vera
- Barnett Parker com Minehardi
- Charles Trowbridge com gerent de l'hotel

## Producció
El paper d'"Eleanor" va ser originalment pensatt per ser interpretat per la Myrna Loy. A l'agost de 1936, es va informar que la Madge Evans ocuparia el paper, però finalment va ser per l'Ann Sothern, que estava cedida per RKO.